# Octave

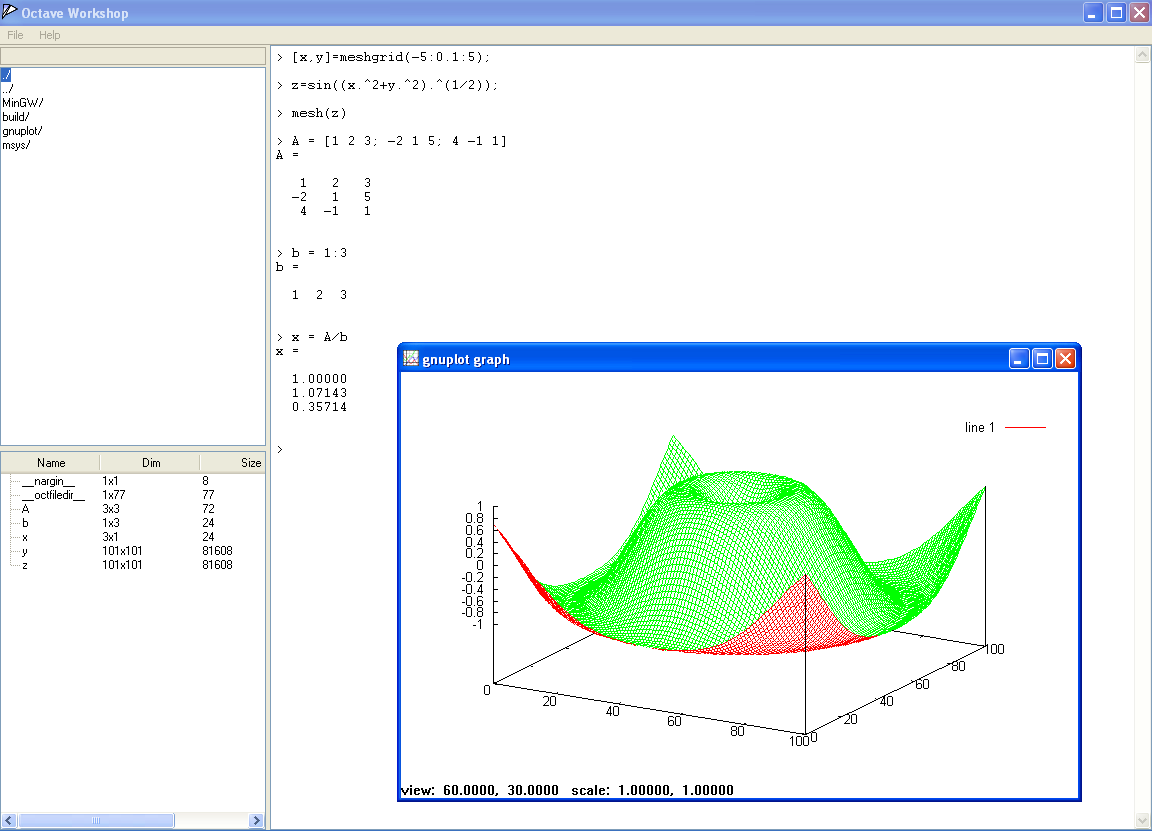
Một đồ thị được biểu diễn bằng Octave.

Octave là một môi trường tính toán tự do, sử dụng ngôn ngữ lập trình tựa như MATLAB.

## Lịch sử
Octave bắt đầu được xây dựng từ năm 1988 do James B. Rawlings và John W. Eatons tại Đại học Texas. Từ năm 1992, Eatons dành toàn bộ thời gian phát triển Octave và ông vẫn là người bảo trì chương trình cho đến nay.

## Tính năng
Octave có thể thực hiện được phần lớn các mã lệnh viết trong MATLAB, và ngược lại. Mặc dù độ tương thích ngày càng được nâng cao, nhưng chất lượng của biểu đồ của Octave vẫn không tốt như MATLAB.
Trên Windows, Octave vẽ đồ thị thông qua Gnuplot hoặc JHandles, còn trong Linux—dùng Gnuplot. Còn MATLAB có một hệ thống vẽ đồ thị riêng, không dựa vào phần mềm bên ngoài nên rất ổn định. Ngoài ra, các tính năng biên tập, chỉnh sửa trên hình vẽ đồ thị chỉ có thể thực hiện được trong MATLAB, tính năng này Octave không có.
Phiên bản 3.2 của Octave có thêm nhiều hàm mới để vẽ đồ thị, như hàm ezplot cho phép vẽ đồ thị từ hàm toán học. Dấu chú thích khối #{ và #} được giới thiệu. Ngoài ra tốc độ tính toán đã được cải thiện.

## Octave-Forge
Octave-Forge là một tập hợp các thư viện mở rộng của Octave, dành riêng cho phiên bản chạy trên Windows. Ngoài các tính năng thao tác ma trận, vẽ đồ thị, xác suất-thống kê, còn có các tính năng phục vụ vật lý, cơ học, kĩ thuật (logic mờ, mạng nơ-ron), tính toán song song.